# 今鷹真
今鷹 真（今鷹 眞、いまたか まこと、1934年2月28日 - ）は、日本の中国文学者。名古屋大学名誉教授。

## 来歴・人物
中国上海生まれ。京都大学文学部中国文学科を経て、同大学大学院博士課程修了。1966年、京都大学文学部助手、1967年名古屋大学教養部講師、1970年同学部助教授。1972年名古屋大学文学部助教授、1978年教授。2001年、定年退官、名誉教授、金城学院大学教授。

## 著書
- 『中国詩文選5 諸子百家』筑摩書房 1975年
- 『鑑賞中国の古典15　蒙求』角川書店 1989年、角川ソフィア文庫（抜粋版）2010年（ビギナーズ・クラシックス）

## 訳註
- 『世界古典文学全集20 司馬遷 史記列伝』筑摩書房 1969年、復刊1982年・2005年ほか
  - 司馬遷『史記列伝』小川環樹・福島吉彦 共訳 岩波文庫（全5巻）1975年、ワイド版2015-16年
- 『中国古典詩集　唐詩・宋詩・宋詞』筑摩書房〈世界文学大系7B〉1963年。共訳で「唐詩」吉川幸次郎編・校閲
  - 新装版『筑摩世界文学大系8　唐宋詩集』 筑摩書房, 1975年 - 後者は各・小川環樹と村上哲見が担当
  - 『唐詩選』 筑摩書房〈筑摩叢書〉, 1973年、復刊1985年。筑摩書房〈世界文学全集9〉1969年
    - 改訂版『唐詩選』ちくま学芸文庫（上・下）1994年
- バートン・ワトソン『司馬遷』 筑摩書房〈筑摩叢書〉1965年、復刊1985年
- 『世界古典文学全集24 三国志 A魏書 B蜀書』井波律子・小南一郎と共訳、筑摩書房 1977-82年
  - 陳寿/裴松之注『正史三国志』ちくま学芸文庫（全8巻）1992-93年
- 司馬遷『史記世家』小川環樹・福島吉彦と共訳、岩波文庫（全3巻）1980-91年
- 『弘法大師空海全集 第6巻 詩文篇2 性霊集』（共訳）筑摩書房 1984年、復刊2001年

## 論文
- 「史記にあらわれた司馬遷の因果応報の思想と運命観」1958年
- 「思想の動向」1966年
- 「後漢における七言の人物評語について」1975年
- 「『三國志集解』補」 1989-97年
- 「中国思想史上に於ける「心」概念の成立とその展開」1990年
- 「「墨子」の押韻について」1993年
- 「『史記』における二人称代名詞の特徴について」1998年